# アッチアイーオ (潜水艦)
アッチアイーノ (Acciaio) はイタリア海軍の潜水艦。アッチアイーオ級潜水艦のネームシップである。

## 要目
排水量は水上697トン、水中850トン。全長60.18m、全幅6.44m、喫水は4.78mである。
水上航行時はディーゼルエンジン（700馬力）2基による2軸推進で速力14ノット。水中時は2基の電動機（400馬力）により、速力7.3ノット。航続距離は水上時8.5ノットで5000海里、水中時は3ノットで150kmである。
兵装は53.3cm魚雷発射管が前部4基、後部2基。他に100mm砲1基および機銃を搭載。

## 艦歴
OTO社のムッギアーノの造船所で建造された。1940年11月21日に起工。1941年1月22日進水。同年10月30日に就役している。
1942年3月29日に最初の哨戒に出発。アッチアイーノは地中海で9度の哨戒に出撃し、1943年2月7日にアルジェリア沖でイギリスの武装トローラーTervaniを沈めている。
連合国軍によるシチリア島侵攻（ハスキー作戦）に対して、アッチアイーノは1943年7月10日に最後となる哨戒に出発。7月13日、イギリス潜水艦アンルーリーにより撃沈された。